# 圣乔瓦尼-因卡里科
圣乔瓦尼-因卡里科（義大利語：San Giovanni Incarico）是意大利弗罗西诺内省的一个市镇。总面积24.87平方公里，人口3396人，人口密度136.6人/平方公里（2009年）。ISTAT代码为060064。